# گویش مراغی
مراغی یا مراقی یکی از گویش‌های زبان تاتی از دستهٔ زبان‌های ایرانی شاخه شمال غربی است که در استان قزوین و بیشتر در نواحی الموت رایج است. این گویش در تمام نواحی استان قزوین به یک شکل سخن گفته می‌شود. از ویژگی‌های این گویش تمایز مونث و مذکر مجازی و حقیقی است. همچنین در این گویش شناسه مطابقه روی مفعول می نشیند نه روی فعل.

## پراکندگی گویش مراغی
الف) گویشورانی که به آداب و رسوم مراغی پایبند نیستند
این گروه بنا به قول مشهوری توسط فردی به نام «ملاعباس ورتوانی» از رسمها و باورهای خود دست کشیده‌اند، ولی گویش مراغی را به خوبی تکلم می‌کنند. این پنج روستا در بخش رودبار الموت غربی (شهرستان) قزوین قرار دارند، عبارتند از: سپوهین، موشقین، ورتوان، زناسوج و هلارود.
ب) گویشورانی که به عنوان مراغی مشهور شده‌اند
این گروه در دوازده روستای کوچک و بزرگ که در دو بخش رودبار الموت شرقی و رودبار الموت غربی (شهرستان) پراکنده شده‌اند، هچگونه تفاوت بنیادی بین آنها وجود ندارد به تمام رسوم و سنت‌های گذشته خود وفادار هستند. این روستاها عبارتند از: اویرک، علی‌آباد، وشته، دورچاک، یوج، سوته‌کش، اسبمرد، کش‌آباد علیا و سفلی در بخش رودبار الموت غربی (شهرستان) و دیکین، سلیمان‌آباد (غوردر) و گرمارود سفلی در بخش رودبار الموت شرقی.